# Emma Matthiasen
Emma Christine Matthiasen (født 2. november 1890 i Kristiania, død 8. maj 1975 i København) var en norsk-dansk billedhugger.

Hun tilbragte megen tid i Danmark, og var derfor påvirket af den danske samtidskunst. Den danske indflydelse blev fremhævet i samtidig omtale af hendes kunstneriske arbejde:
| “ | "Hvad der adskiller Emma Matthiasens kunst er netop sansen for den strenge og klare form, som i forbindelse med en umådelig følsom og meget smuk overfladebehandling giver ganske delikate stofeffekter og en levende karakteristisk." | ” |

## Familie
Matthiasen var datter af institutleder Wictor Wiggo Matthiasen (1843-1915) og Caspara Louise Christophersen (1855-1932). Hun var gift med den danske pianist Uno Browall.

## Kunstnerisk virksomhed
Matthiasen blev uddannet ved Statens Håndverks- og Kunstindustriskole og kunstakademiet i Kristiania (Oslo). Derefter studerede hun yderligere i København under Einar Utzon Frank fra 1919 til 1927. Utzon-Frank havde i denne periode to andre norske studerende, Anne Grimdalen og Asbjørg Borgfeldt.
Emma Matthiasen fik sin debut som kunstner i 1920 på Charlottenborg Forårsudstilling i København. I 1921 debuterede hun på den norske efterårsudstilling. I 1922 lavede hun en portrætbuste af forfatteren Gunnar Larsen, der blev købt af Nasjonalmuseet for kunst, arkitektur og design i Oslo. I 1927 blev portrættet af drengen Hans Jacob støbt i bronze; busten blev samme år købt af Nasjonalgalleriet. To år senere lavede hun en bronzeportræt af Else Lorentzen som Nasjonalgalleriet købte med midler fra Benneches legat. I værket Norsk kunsthistorie (Gyldendal, 1983) fremhæves portrættet af Else Lorentzen:
| “ | "Else Lorentzen" (1929) er med sin udsøgte materialebehandling og detaljering, et klassisk – for ikke at sige klassistisk – topstykke indenfor norsk portrætkunst. | ” |

I krigsårene 1940-45 opholdt Matthiasen sig igen i Danmark. Hun foretog også kortere studierejser til Italien og Grækenland i 1924, 1925 og 1926. I 1950 besøgte hun Paris. Hun boede i perioder i Danmark, indtil sin død i 1975.
Matthiasen blev en anerkendt kunstner, der har modtaget en række offentlige og private udsmykningsopgaver. Hun modellerede en bronzemedalje, der markerede geolog Christopher Waldemar Brøggers 80-års fødselsdag i 1931. Hun var en af de kunstnere, der i en konkurrence blev valgt til udsmykningsarbejde i det nye rådhus, som blev gennemført i 1937-1938. I 1945, blev Matthiasens buste af arkitekt Arnstein Arneberg afsløret i Oslo-rådhus. Senere fik hun til opgave at udforme 17 små relieffer i bronze til rådhusets sydlige balkons loft. Disse relieffer blev færdig i 1950, og forestiller havfruer, havmand, fugl og fisk. Da snedker og billedskærer Hans Holst i 1951 fyldte 60 år, blev der skabt en medalje i bronze med portræt af Matthiasen, og indgraveret og præget af Øivind Hansen. Både medaljen, som markerede Holsts jubilæum, og en medalje med portræt af professor Gunnar Rudberg fra 1930, blev købt af Nasjonalgalleriet i Oslo i 1951.
Matthiasens buste af Elias Kræmmer (Anthon B. Nilsen) blev afsløret i Svelvik i 1955 i forbindelse med hundredeårsjubilæet for hans fødsel.
I 1955 blev Matthiasens portræt af politikeren Aldor Ingebrigtsen (1888-1952) afsløret i Televerkets bygning i Tromsø. To år senere blev hendes monument over Ingebrigtsen rejst på hans gravsted i Tromsø kirkegård; arbejdet var bestilt af Nord-Troms Arbeiderparti. I 1960 blev hendes mindesmærke for borgmester Alfred Hansen afsløret i Bruparken i Tromsdalen.
I 1961 blev hendes skulptur Havfruen placeret på Slattum i Nittedal. I 1963 købte Molde kommune skulpturen Mor med den lille dreng, som blev placeret i Alexandria park. Pigeportrættet Duck blev modelleret i 1942, men først støbt i bronze i 1967, efter at Nasjonalgalleriet havde købt det af kunstneren i 1966.
Bruvik kirke har et portalrelief udformet af Matthiasen. Hun har udført flere udsmykningsarbejder i og ved norske kirker; et granitrelief, som repræsenterer ærkeenglen Mikael, flankeret af apostlen Johannes og profeten Moses er i Glemmen nye kirke i Fredrikstad. I 1966 afsløredes ved Bakkebø kirke i Egersund. hendes monument over Leiv Tveit, der var grundlægger af og direktør for Bakkebø institution for psykisk udviklingshæmmede børn og unge. En granitgruppe udført af Matthiasen findes på Bragernes kirkegård i Drammen. Hun har også portrætteret skuespilleren Tore Segelcke.
Emma Matthiasen blev selv portrætteret af billedhuggeren Hanna Jessen.

### Legetøj og livredningsdukke
I 1950'erne og 1960'erne blev Emma Matthiasen engageret af Åsmund S. Lærdal til at modellere legetøjdukker for hans virksomhed i Stavanger.
Lærdal var kvalitetsbevidst, og knyttede til sig flere andre fremtrædende kunstnere til at udforme forskellige produkter for hans virksomhed, der begyndte som et forlag, derefter legetøjsproducent, for til sidst at ende som udvikler og producent af livredningsudstyr. Da livredningsdukken, som senere fik navnet Resusci Anne, var på vej til at få sit visuelle udtryk, besluttede Lærdal at basere dukkens ansigt på en dødsmaske af en pige der druknede sig i Seinen i Paris i 1800-tallet. Han engagerede Matthiasen til at modellere dukkeansigtet med dødsmasken som udgangspunkt.

## Priser og udmærkelser
- 1917: Enkedronning Josephines legat
- 1924-1925: Houens legat
- 1927: Henrichsens legat
- 1928: Mohrs legat
- 1937: Benneches legat
- 1950: Røwdes legat
- 1952: Statens rejselegat
- 1952: legat fra Fondet for dansk-norsk samarbejde
- 1955: legat fra Statens kunstfond
- 1957: Statens rejselegat
- 1964: Oslo bys kulturstipend
- 1974 – : Staten legat til ældre fortjente kunstnere

## Hverv
Emma Matthiasen blev et antal gange i 1930'erne, 1940'erne og 1950'erne, valgt til bestyrelsen i Kunstnernes Hus i Oslo, som repræsentant for billedhuggerne. I 1950'erne var hun medlem af den kunstnerjury, der udvalgte værker til at indgå i "Den offisielle finske utstilling" i Oslo. Medlemmerne af juryen og andre norske billedhuggere, var også repræsenteret på udstillingen, og Matthiasen deltog med fem skulpturer.